# Шандаља
Шандаља (итал. San Daniele) је археолошко и палеонтолошко налазиште поред Пуле. То је састав више надземних и подземних пећина, назван по истоименом каменолому Шандаља.
Налази се на коти 108, на надморској висина од 72 m, на западном рубу Валтурскога поља. Најважнија налазишта су из тзв. Шандаље I и Шандаље II, које су дио састава крашких пећина, откривених зоком радова у каменолому 1961. године. Истражио их је Мирко Малез.
Укупна дубина слоја Шандаље I износила је 9 m, а приликом препарирања коштане брече излучен је примитивни камени артефакт, ударач (енгл. chooper) направљен од поточне волутице, чија се старост процјењује на око 800.000 година. То је најстарији предмет израђен људском руком на тлу Хрватске.
У Шандаљу II који је откривен у прољеће 1962, најважнији је слој „b”, дебљине од 1 до 3 m, гдје су уз велико огњиште пронађени артефакти и остатци прачовјека с кромањонским обиљежјима (Homo sapiens fossilis). Анализом радиоактивног изотопа угљеника установљена је старост слоја од око 12.320 година.
У римско доба се на овом локалитету експлоатисан је камен. Преисторијско градинско насеље уништено је војном фортификацијом 1877. Ширењем каменолома 1952. уништени су гробови из бронзаног доба са костурима мртвих у згрченом положају.